# Karl Gerland (Agrarwissenschaftler)
Karl Gerland (* 13. Mai 1875 in Langeln; † 28. Dezember 1947) war ein deutscher Agrarwissenschaftler und Hochschullehrer.

## Leben und Wirken
Er stammte aus der Grafschaft Wernigerode, die damals zur preußischen Provinz Sachsen gehörte. Nach dem Abitur am Humanistischen Gymnasium war er mehrere Jahre in der Landwirtschaft tätig. Danach studierte er Landwirtschaft an der Universität Halle-Wittenberg, wo er auch zum Dr. phil. promovierte. Im Anschluss war er als wissenschaftlicher Assistent am dortigen Landwirtschaftlichen Institut tätig. Danach wurde Gerland Oberbeamter an der Landwirtschaftskammer für Schlesien in Breslau und zuletzt Direktor der Landwirtschaftskammer für die Provinz Westfalen in Münster. Gleichzeitig war er auch Honorarprofessor an der Universität Münster, wo er Landwirtschaftliche Betriebslehre unterrichtete.
Er war ein Neffe des Physikers Ernst Gerland.